# Коммунистическая партия Таджикистана
Коммунистическая партия Таджикистана (тадж. Ҳизби коммунистии Тоҷикистон) — старейшая из ныне официально зарегистрированных в Таджикистане партий. До 2025 года, одна из пяти партий, представленных в Маджлиси Оли Республики Таджикистан.

## История
Первые социал-демократические группы возникли здесь в период Первой Российской революции 1905—1907 годов. В конце 1917 — начале 1918 создаются большевистские организации в Ходженте, Ура-Тюбе, Пенджикенте, Шурабе, на нефтепромыслах «САНТО» и других местах. Весной 1918 в северных районах современного Таджикистана насчитывалось 7 большевистских организаций, объединявших 170 человек. В создании и укреплении организаций участвовали Е. А. Иваницкий, Д. Т. Деканов, И. А. Жданов, Н. В. Чащихин, X. Усманов, Дж. Закиров, А. Мавлянбеков и другие.
После победы народной революции в Бухарском ханстве и установления советской власти (1920) для создания местных органов ЦК Бухарской коммунистической партии (создана в ноябре 1918) учредил центральное организационное бюро, а в июне 1923 — организационное бюро ЦК в Восточной Бухаре, просуществовавшее до образования Таджикской АССР. В 1922 Бухарская компартия вошла в состав РКП(б).
В связи с национально-государственным размежеванием советских республик Средней Азии Политбюро ЦК РКП(б) 12 июня 1924 приняло постановление о реорганизации Коммунистических партий Туркестана, Бухары и Хорезма. 6 декабря 1924 Средазбюро ЦК ВКП(б) образовало Оргбюро ЦК КП(б) Узбекистана в Таджикской АССР. На него возлагалась задача оформления партийной организации республики и руководство её деятельностью до созыва Таджикской областной партконференции. 21—27 октября 1927 состоялась 1 Таджикская областная партийная конференция, которая подвела итоги деятельности партийной организации и избрала Таджикский обком КП(б)Уз.
В связи с административными преобразованиями в сентябре 1929 в Таджикскую областную влилась Ходжентская окружная партийная организация. 25 ноября 1929 решением Политбюро ЦК ВКП(б) Таджикская областная организация КП(б) Узбекистана была преобразована в Коммунистическую партию (большевиков) Таджикистана, состоявшую из 7 окружных партийных организаций (Сталинабадской, Гармской, Кулябской, Курган-Тюбинской, Ура-Тюбинской, Пенджикентской, Ходжентской) и парторганизации Горно-Бадахшанской автономной области. 6—15 июня 1930 года в Сталинабаде состоялся 1-й учредительный съезд КП(б)Т, оформивший её создание и избравший руководящие органы.
Партия возглавляла борьбу с басмачеством, проведение аграрной реформы и индустриализации, организационно-тыловую работу в период Великой Отечественной войны 1941—1945 годов. За годы войны КПТ направила на фронт свыше 50 % своего состава, в то же время её ряды пополнило 17 024 человек.
На 1975 год в КПТ состояло более 94 тысяч членов (БСЭ). На 1.1.1990 численность выросла до 127 тысяч членов.
Единственным шумным делом в истории КПТ стало снятие в 1961 председателя Совета министров Таджикистана Н. Додхудоева и первого секретаря ЦК КПТ Т. Ульджабаева, которые были обвинены в массовых приписках хлопковых урожаев и исключены из партии. 24 ноября 1991 бывший первый секретарь ЦК КПТ Р. Набиев был избран первым президентом Республики Таджикистан.
Коммунистическая партия Таджикистана стала второй республиканской коммунистической партией СССР (наряду с компартией Белоруссии), которая не была распущена. В сентябре 1991 чрезвычайный съезд партии принял новый устав (на основе марксизма-ленинизма и пролетарского интернационализма ), новую программу и проголосовал за переименование КПТ в Социалистическую партию Таджикистана. 2 октября Верховный Совет республики приостановил деятельность Компартии Таджикистана. Однако уже в декабре 1991 был снят запрет с деятельности КПТ.

## Партия в период независимости республики
С 1991 по 2016 годы председателем партии являлся Ш. Д. Шабдолов. Во время гражданской войны партия поддерживала правительство Республики Таджикистан в борьбе с оппозицией и сторонниками радикального ислама. В постсоветское время бывшие члены КПТ покидали ряды партии по разным причинам, многие продолжили свою карьеру в рядах правящей левоцентристской Народно-демократической партии (НДПТ) (тадж. Ҳизби Халқии Демократии Тоҷикистон), которая поддерживает действующего президента Эмомали Рахмона. В июле 2016 года новым главой партии был избран Исмоил Талбаков, ранее дважды принимавший участие в выборах президента Таджикистана, однако он скончался в декабре того же года. Его преемником стал Миродж Абдуллоев.
Отношения с правительством Э. Рахмона у КПТ складывались в 2010-е годы неоднозначно. Председатель партии Шоди Шабдолов не ладил с республиканскими властями (именно это было поставлено ему в вину на XXII съезде партии, который не переизбрал его в июле 2016 года). Негативное отношение Шабдолова к политике Рахмона неудивительно, так как глава Таджикистана в 2010-е годы принял ряд мер по борьбе с советским наследием. В стране были снесены советские памятники (на 2017 год в Душанбе не было ни одного памятника В. И. Ленину), переименованы географические названия, а с 2017 года 1 мая перестал быть выходным днем. Новый председатель партии Исмоил Талбаков в этом плане был лоялен и даже призвал сплотиться вокруг Э. Рахмона.
Коммунистическая партия Таджикистана то критикует, то поддерживает Э. Рахмона. Также и отдельные члены партии являются как ярыми критиками политической и социально-экономической ситуации в стране, так и сторонниками существующего положения дел и оправдывающие режим Э. Рахмона. Из-за потери полной самостоятельности и прежней воинственности, а также фактического раскола идей внутри членов партии, КПТ, начиная с 2000-х годов потеряла большинство своего электората, дискредитировав себя как политическая сила. Ныне электорат партии составляют в основном люди пенсионного возраста, остающиеся до конца верными идеям коммунизма и марксизма-ленинизма.

## Первые секретари ЦК КПТ
| №     | Первый секретарь ЦК КП Таджикистана | Вступил в должность | Оставил должность  |
| ----- | ----------------------------------- | ------------------- | ------------------ |
| 1     | Мирза Давуд Багир оглы Гусейнов     | 1.02.1930           | 1933 год           |
| 2     | Григорий Исаакович Бройдо           | 3.11.1933           | сентябрь 1934 года |
| 3     | Сурен Константинович Шадунц         | 08.01.1935          | декабрь 1936 года  |
| 4     | Урумбай Ашурович Ашуров             | 1.09.1937           | март 1938 года     |
| и. о. | Дмитрий Захарович Протопопов        | 1.10.1937           | июнь 1938 года     |
| 5     | Дмитрий Захарович Протопопов        | 1.06.1938           | август 1946 года   |
| 6     | Бободжан Гафурович Гафуров          | 16.08.1946          | 24.05.1956         |
| 7     | Турсунбай Ульджабаевич Ульджабаев   | 24.05.1956          | 12.04.1961         |
| 8     | Джабар Расулович Расулов            | 12.04.1961          | 04.04.1982         |
| 9     | Рахмон Набиевич Набиев              | 20.04.1982          | 14.12.1985         |
| 10    | Кахар Махкамович Махкамов           | 14.12.1985          | 04.09.1991         |
| 11    | Шоди Давлятович Шабдолов            | 04.09.1991          | 02.07.2016         |
| 12    | Исмоил Иброхимович Талбаков         | 02.07.2016          | 17.12.2016         |
| и. о. | Мирзоазим Насимов (и.о.)            | 17.12.2016          | 22.04.2017         |
| 13    | Миродж Абдуллоев                    | 22.04.2017          |                    |

## Участие в парламентских выборах
- На выборах 1995 года партия получила 60 мест в Маджлиси Оли из 181 (больше получили в сумме только независимые кандидаты).
- На выборах 2000 года партия получила 13 мест из 63 (20,45 % голосов) и заняла 2 место.
- На выборах 2005 года партия получила 4 места из 63 (20,63 % голосов) и заняла 2 место.
- На выборах 2010 года партия получила 2 места из 63 (7,22 % голосов) и заняла 3 место[8].
- На выборах 2015 года партия набрала 2,3 % голосов (не преодолела 5% барьер). Два представителя Коммунистической партии прошли в Маджлиси Оли по одномандатным округам.
- На выборах 2020 года партия набрала 5,3 % голосов. Два представителя Коммунистической партии прошли в Маджлиси Оли.
- На выборах 2025 года партия набрала 1,93 % голосов.

### Результаты на парламентских выборах
| Выборы | Мандаты    |
| ------ | ---------- |
| 1990   | 221 из 230 |
| 1995   | 60 из 181  |
| 2000   | 13 из 63   |
| 2005   | 4 из 63    |
| 2010   | 2 из 63    |
| 2015   | 2 из 63    |
| 2020   | 2 из 63    |
| 2025   | 0 из 63    |

## Участие в президентских выборах
| Год   | Кандидат от партии | %    |
| ----- | ------------------ | ---- |
| 1990  | Кахар Махкамов     | 57,0 |
| 1991  | Рахмон Набиев      | 58,5 |
| 1994* | Эмомали Рахмон     | 59,5 |
| 2006  | Исмоил Талбаков    | 5,2  |
| 2013  | Исмоил Талбаков    | 5,0  |
| 2020  | Миродж Абдуллоев   | 1,2  |